# Todas las mujeres (serie de televisión)
Todas las mujeres es una serie de televisión española, la primera  producida por un canal de pago de esta nacionalidad para consumo de sus abonados. La serie narra la historia de un hombre que es explicada a través de las seis mujeres, una por episodio, de su vida. Ha recibido recepción desigual por parte de la crítica. La serie está dirigida por Mariano Barroso y escrita por él junto a Alejandro Hernández Díaz. Tres años después se editó en formato de largometraje para distribuirla en salas de cine.
La serie narra la historia de Nacho (Eduard Fernández), un veterinario que ha estado todo el día trabajando en la finca de su suegro inseminando vacas. Al llegar a casa, su esposa (Lucía Quintana) le propone hacer un viaje de fin de semana a Marbella en un último intento para salvar un matrimonio que va a la deriva. A la mañana siguiente una llamada de teléfono le anuncia que cinco novillos han desaparecido de la hacienda. Lejos de hundirse, se pone un nuevo objetivo sentimental, Ona, una ingenua veterinaria que está de prácticas en la finca. Tras descubrir la razón real de su ruptura con Nacho, Laura le denuncia y él recurre a Marga, su primer amor y una eminente abogada, ella lo aprovecha para ajustar cuentas con Nacho y él decide ir a ver a su madre.

## Producción
Se trata de un proyecto destinado a un público muy concreto, a aquel que elige un tipo de ficción de calidad y que no encuentra en otros canales. La serie, que se iba a llamar Entre todas las mujeres, estaba planteada en principio para 13 episodios (13 personajes femeninos), pero tanto a los responsables de la cadena como a Barroso les pareció excesivo y acordaron dejarla en seis, en «el círculo más íntimo de las mujeres del veterinario». El director explicó que su protagonista se inspira en Tony Soprano y la serie en The Wire. Barroso y Hernández escribieron el guion tomando como referencia los obras teatrales de David Mamet o y Sam Shepard en las que hubiera pocos personajes y estos se encontraran atrapados sin ninguna escapatoria. Mariano Barroso abandona con esta serie el género que prima en su carrera como es la acción, y utilizando en su lugar lo que el llama la esencia del cine, los actores y el guion.
El rodaje de la serie comenzó el 25 de enero de 2010, el director rodó la serie como si se tratase de una película y luego partieron la serie en los seis episodios. El equipo técnico era muy reducido lo que les permitió tener una gran amistaddad los unos con los otros y utilizando un escaso presupuesto. La serie fue oficialmente presentada en la segunda edición del Festival de series de Digital+.

## Temática
La historia trata de construir una realidad desde seis puntos de vista distintos. Cada una de las mujeres va a interactuar con el personaje de Nacho, de manera que el resultado es una especie de verdad múltiple: la de su mujer, la de una de sus amantes, la de su madre... Como si se tratara de un conejillo de indias, se introducen  en el personaje de Nacho como en una casa. Cada mujer abre en cada capítulo mostrando una parte de la personalidad de Nacho. Es, en definitiva, un mosaico de las relaciones que tiene el protagonista con distintas mujeres, pero a la vez es también uno personal de las diversas partes que lo componen.

## Reparto
- Eduard Fernández interpreta a Nacho, un veterinario de 43 años nacido el 28 de octubre, trabaja inseminando vacas en la finca Riofrío, perteneciente a su suegro. Es un hombre con una compleja personalidad ya que dependiendo de la mujer con la que se encuentra se comporta de una forma distinta. El actor llevaba más de diez años sin trabajar en televisión, ya que ha estado realizando desde entonces numerosos trabajos en cine, dos de ellos, Los lobos de Washington, Hormigas en la boca.[8] El actor dijo sentirse muy contento durante la realización ya que le recordaban a sus comienzos en el teatro.[6]
- Lucía Quintana interpreta a Laura, esposa de Nacho e hija de su jefe.[9]
- Michelle Jenner interpreta a Ona, veterinaria en prácticas y amante de Nacho. Se enamoraron durante el trabajo, ella le propuso el robo de los novillos de su suegro para sacarse 25.000 euros. Tras estropearse el plan la envía al bar donde estaba uno de los cómplices abandonándola. Jenner la califica como la mujer que hace que pierda Nacho la cabeza provocando que se meta en un lío muy gordo. La actriz explicó que durante el rodaje se comportó como una esponsa, absorbiendo todo lo que le iban enseñando tanto Eduard Fernández como Mariano Barroso.[10]
- María Morales interpreta a Marga, el primer amor de Nacho.[11]
- Marta Larralde interpreta a Carmen, su cuñada.[12]
- Petra Martínez interpreta a Amparo, su madre,[13] es una madre castradora y absorbente.[6]
- Nathalie Poza interpreta a Andrea, su psicóloga.[14]

## Recepción
Javier Pérez Albéniz de Wordpress califica a la serie como original y con un buen guion y un reparto y personajes bien construidos, si bien lo ve más parecida a una obra de teatro que a otras series de televisión. Por otro lado Javier Rey de El Mundo la califica como aburrida con una calidad mediocre que se ha vendido como una gran obra con un reparto que consigue sacar lo máximo a los personajes, que más bien es poco. A nivel de audiencia, Barroso explicó que no iban a tener una buena cuota, aunque anunció que no descartan hacer una segunda temporada. Cabe mencionar que otros canales se apuntaron a la idea, como Canal+ con ¿Qué fue de Jorge Sanz?, Disney Channel España con La gira y Paramount Comedy con El Divo.
La recepción de la versión cinematográfica fue más amplia y con críticas mayoritariamente positivas. Pedro Almodóvar la consideró una de las mejores películas del 2013. Carlos Boyero, crítico de El País, alabó su «guion prodigioso» y la magnífica interpretación de todos los actores. Fue elegida por la academia de cine como mejor guion adaptado en los 28 Premios Goyas. En la 58.ª edición de los Premios Sant Jordi de Cinematografía fue galardonada con la Rosa de Sant Jordi a la mejor película española que concede el público de Radio Nacional de España.

## Episodios
| # | Título                      | Director        | Guionista                           | Fecha de emisión        |
| --- | --------------------------- | --------------- | ----------------------------------- | ----------------------- |
| I | «Marbella»                  | Mariano Barroso | Mariano Barroso Alejandro Hernández | 10 de octubre de 2010   |
| Nacho vuelve del trabajo a su casa a los dos de la madrugada, Laura, su mujer, le espera despierta y le comenta que su relación no va a ningún sitio y que ha decidido que deben ir de viaje a Marbella junto con el padre de ella y su nueva pareja. Él dice que lo pensará, pero que no le gusta la ciudad. Al día siguiente, recibe una llamada de su jefe quien le dice que han robado cinco novillos, pero que no es necesario que vaya allí ya que de eso se encarga la guardia civil, y le aconseja que se vaya de vacaciones con él, su hija y su amante. A pesar de ello decide ir allí, Laura se enfada y decide hacer las maletas y marcharse de casa. Nacho le pide que se pueden hablar las cosas y solucionarse, ella le comenta que ha conocido a un amigo de su padre con el que le ha sido infiel y con el que disfruta más de la vida que con Nacho. Tras la marcha de Laura, se intenta poner en contacto con Ona, una veterinaria en prácticas, llega a donde está ella y le comenta que ya han entregado los cinco novillos de su suegro y se los han llevado a Portugal. Nacho le comenta que debe guardar calma para que no descubra su jefe que han sido ellos los ladrones hasta que reciban el dinero. |                             |                 |                                     |                         |
| II | «Portugal»                  | Mariano Barroso | Mariano Barroso Alejandro Hernández | 17 de octubre de 2010   |
| Nacho le propone a Ona irse a vivir con ella a su casa, ella acepta. Ella se sorprende por lo grande que es y deciden acostarse. Nacho recibe una llamada al móvil, es la guardia civil que le informa que un camión con sus cinco novillos ha volcado en Villanueva del Fresno, Nacho se lo cuenta a Ona y ella se preocupa así que decide llamar a Juanfran, quien conducía el camión. Él les explica que han cogido a los otros dos y que se ha ido a un bar en un área de servicio cerca de donde se ha volcado el camión. Nacho le dice que vaya ella sola y él se queda para hablar con la guardia civil y ella se marcha en busca de Juanfran. Por la noche Ona se intenta contactar con Nacho quien no le responde, y le deja un mensaje en el contestador donde le dice que en el bar no hay nadie y que vaya a buscarla, Nacho recuerda, en ese momento, el plan que le explicó Ona cuando iban a robar los novillos, dando a entender que lo tenía preparado. Nacho en lugar de eso llama a Marga, su primer amor, a quien le dice que tiene un problema y si le puede ayudar. |                             |                 |                                     |                         |
| III | «Marrakech»                 | Mariano Barroso | Mariano Barroso Alejandro Hernández | 24 de octubre de 2010   |
| Marga se presenta en casa de Nacho creyendo que se trata de que le iba a devolver las sábanas que se quedó hace diez años. Nacho le cuenta la verdad sobre el robo de las vacas, ella le dice que debe arrepentirse ante su suegro para que la condena sea menor. Ante esto, él le propone chantajearle, ya que sabe cosas sucias del negocio de las vacas, Marga le dice que no ha cambiado y que sigue siendo un manipulador y que le ha estropeado su vida, a lo Nacho responde que él no ha conseguido ninguno de sus planes que se había propuesto. |                             |                 |                                     |                         |
| IV | «Cayo Coco»                 | Mariano Barroso | Mariano Barroso Alejandro Hernández | 31 de octubre de 2010   |
| V | «Croacia, Nigeria, Uruguay» | Mariano Barroso | Mariano Barroso Alejandro Hernández | 7 de noviembre de 2010  |
| VI | «Alcalá Meco»               | Mariano Barroso | Mariano Barroso Alejandro Hernández | 14 de noviembre de 2010 |